# Altes Rathaus (Wien)

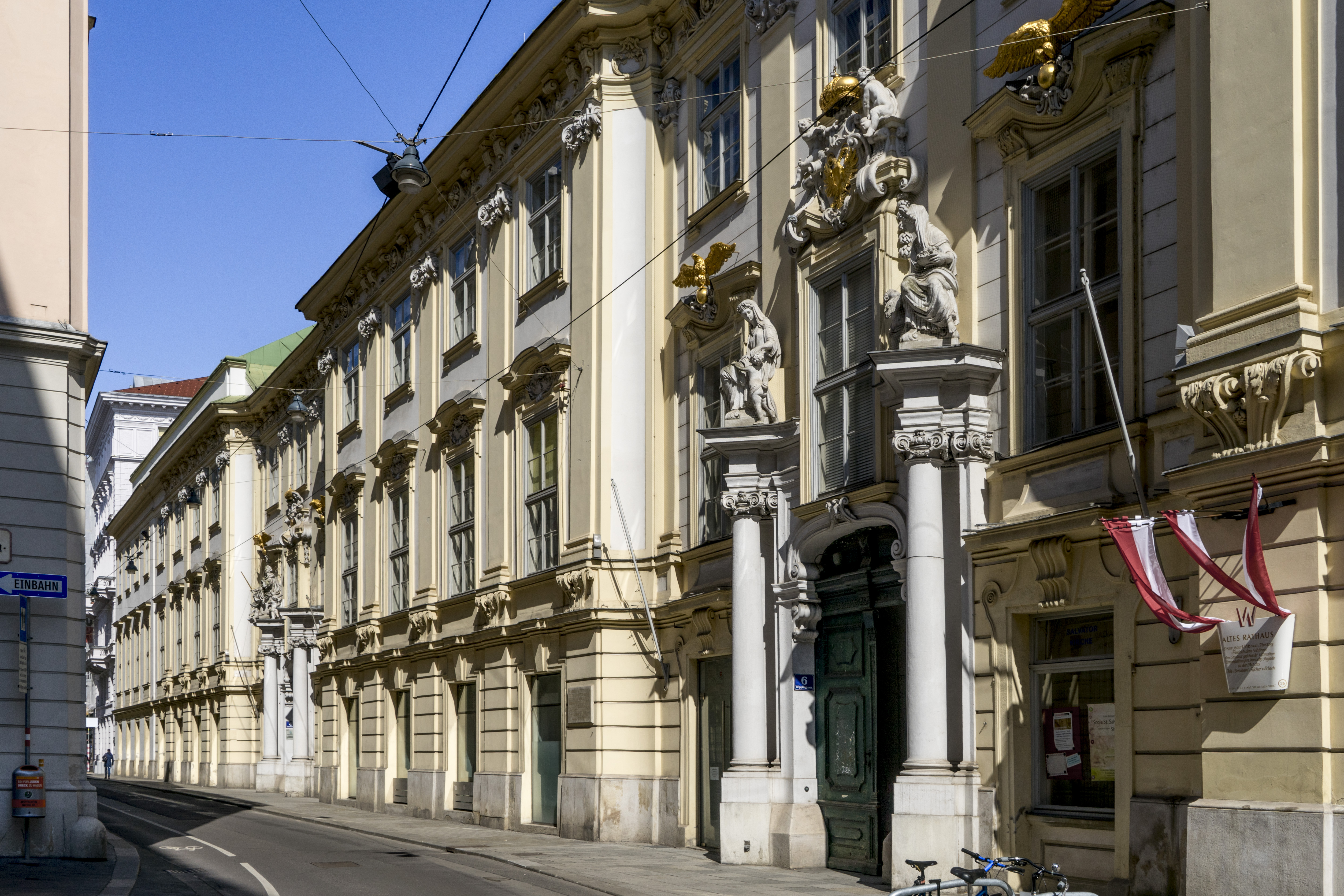
Das Alte Rathaus mit Portal

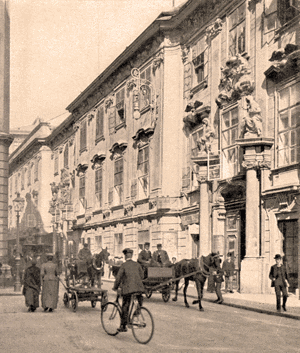
Altes Rathaus von Wien um 1880

Das Alte Rathaus von Wien befindet sich in der Wipplingerstraße 8 im 1. Wiener Gemeindebezirk, der Inneren Stadt.

## Architektur
Nach mehrmaligen Umbauten präsentiert sich heute das Gebäude von außen im Stil von Johann Bernhard Fischer von Erlach, auch die Amtsräume der Bezirksvorstehung sind vom Barock geprägt, zum Teil kann man aber noch gotische Elemente erkennen. Das prachtvolle Portal stammt aus der Zeit um 1700. Es gibt zwei Portale mit Portakplastiken. Das massiv gestaltete Erdgeschoß wird durch ein kräftiges Gesims von den beiden Hauptgeschoßen getrennt. Im Hof befindet sich der 1741 erbaute Andromedabrunnen von Georg Raphael Donner, an der Rückseite die gotische, aus dem 14. Jahrhundert stammende Sankt-Salvator-Kirche. Der Ratssaal wurde von 1851 bis 1853 unter Leitung des Wiener Architekten Ferdinand Fellner des Älteren umgestaltet.

## Geschichte
Das Haus mit 1298 gestifteter Kapelle (Salvatorkapelle) stammte aus dem Besitz der angesehenen Bürgerfamilie der Haimonen, dieser wurde wegen einer Beteiligung am Aufstand gegen die Habsburger beschlagnahmt.
Herzog Friedrich der Schöne schenkte das beschlagnahmte ursprüngliche Gebäude inklusive der 1282 erbauten Marienkapelle, einem Vorgängerbau der heutigen Salvatorkirche, im Jahr 1316 dem Stadtrat. Es ist seither im Besitz der Stadt Wien.
Der Wiener Rat übersiedelte nach 1333 (belegt 1341) von der Wollzeile in das Gebäude.
Der Kern des Baukomplexes befand sich an der heutigen Salvatorgasse. Das Gebäude wurde durch angrenzende Häuser in der Salvatorgasse und der Wipplingerstraße sowie am Stoß im Himmel erweitert, sodass der heutige Komplex aus mehreren Gebäuden zusammenwuchs. Die erste Erweiterung erfolgte, als im Zuge der Wiener Geserah 1420/1421 einige beschlagnahmte Häuser vertriebener Juden in den Besitz der Stadt kamen. Eines dieser Häuser in der Wipplingerstraße wurde als Mauthaus in den Komplex einbezogen.
Zwischen 1550 und 1609 sowie 1650 wurden Erweiterungen vorgenommen, Ende des 16. Jahrhunderts wurde die Bürgerliche Ratsstube gestaltet, sie ist heute noch mit ihrer Mittelsäule vorhanden (heute Schauraum des Archives d. Österreichischen Widerstandes).
Am 30. April 1671 wurde im Zuge der Magnatenverschwörung Franz III. Nádasdy im alten Rathaus in Wien hingerichtet.
Das Gebäude hatte im 17. Jahrhundert noch ein recht bescheidenes Aussehen. Erst nach der Zweiten Türkenbelagerung (1683) kam der Bauboom auch dem Haus der Bürgerschaft zugute.
Um 1700 wurde die reich gegliederte Barockfassade errichtet, und es wurden Innenräume erneuert. Die Hauptfassade wurde zwischen 1699 und 1706 von einem unbekannten Architekten in der Art Johann Bernhard Fischer von Erlachs (Westhälfte) und 1780 durch Theodor Valery (Osthälfte) barock umgestaltet.
Am 26. Mai 1848, in den Tagen der Wiener Märzrevolution, trat im Alten Rathaus der vom Volk gewählte Sicherheitsausschuss zu Aufrechterhaltung der Ordnung zusammen. An dieses historische Ereignis erinnert heute eine Gedenktafel am Portal.
Seit 1871 erfolgt durch die Altkatholische Kirche Österreichs, die gegen das 1870 erlassene Unfehlbarkeitsdogma des Papstes auftrat, die seelsorgliche Betreuung der kleinen Rathauskirche (Sankt-Salvator-Kirche). Die Kirche war der damals neuen Religionsgemeinschaft, die staatlich erst 1877 anerkannt wurde, vom Gemeinderat zur Verfügung gestellt worden.
Am 20. Juni 1885 fand im Alten Rathaus zum letzten Mal eine Sitzung des Wiener Gemeinderates statt, ehe dieser am 23. Juni 1885 erstmals im baulich 1883 fertiggestellten Neuen Rathaus zusammentrat.
Heute sind unter anderem das Magistratische Bezirksamt für den 1. und 8. Bezirk, die Bezirksvertretung für den 1. Bezirk. das Bezirksmuseum Innere Stadt und das Dokumentationsarchiv des österreichischen Widerstandes in dem Gebäude untergebracht.